# 901

## أحداث
- مارس- أبو العباس عبد الله الثاني الأغالبي يستأنف حملته ضد الأراضي البيزنطية في صقلية. وقد أرسل أسطوله نحو ميسينا، بينما يقصف أسوار بلدة دامونا.[1]
- 10 يونيو-عبر أبو العباس عبد الله الثاني مضيق مسينا وأنتقل إلى ريجيو كالابريا. وظهر أمام جدران الحامية البيزنطية، وسقطت المدينة بيد الأغالبة [2]

## وفيات
- ثابت بن قرة
- يحيى بن عمر بن يوسف